# Teodoro Sampaio (kommun i Brasilien, Bahia)
Teodoro Sampaio är en kommun i Brasilien.   Den ligger i delstaten Bahia, i den östra delen av landet, 1 100 km öster om huvudstaden Brasília. Antalet invånare är 7 895.
Omgivningarna runt Teodoro Sampaio är huvudsakligen savann. Runt Teodoro Sampaio är det ganska tätbefolkat, med 78 invånare per kvadratkilometer.